# Mirisi, zlato i tamjan (1971.)
Mirisi, zlato i tamjan je hrvatski dugometražni film iz 1971. godine.

## Uloge
| Glumac                            | Uloga                               |
| --------------------------------- | ----------------------------------- |
| Sven Lasta                        | Mali / Pjero                        |
| Milka Podrug-Kokotović            | Draga                               |
| Ivona Petri / Nada Subotić (glas) | Madona                              |
| Nataša Nešović                    | Erminija                            |
| Tanja Knezić                      | maloljetna štićenica časnih sestara |
| Angel Palašev                     |                                     |
| Viktor Bek                        |                                     |
| Slavko Mihačević                  |                                     |
| Stjepan Pisek                     |                                     |
| Mate Ergović                      |                                     |
| Zvonko Lepetić                    | Doktor (glas)                       |
| Ivica Vidović                     | Poštar (glas)                       |